# Războiul de 100 de Ani

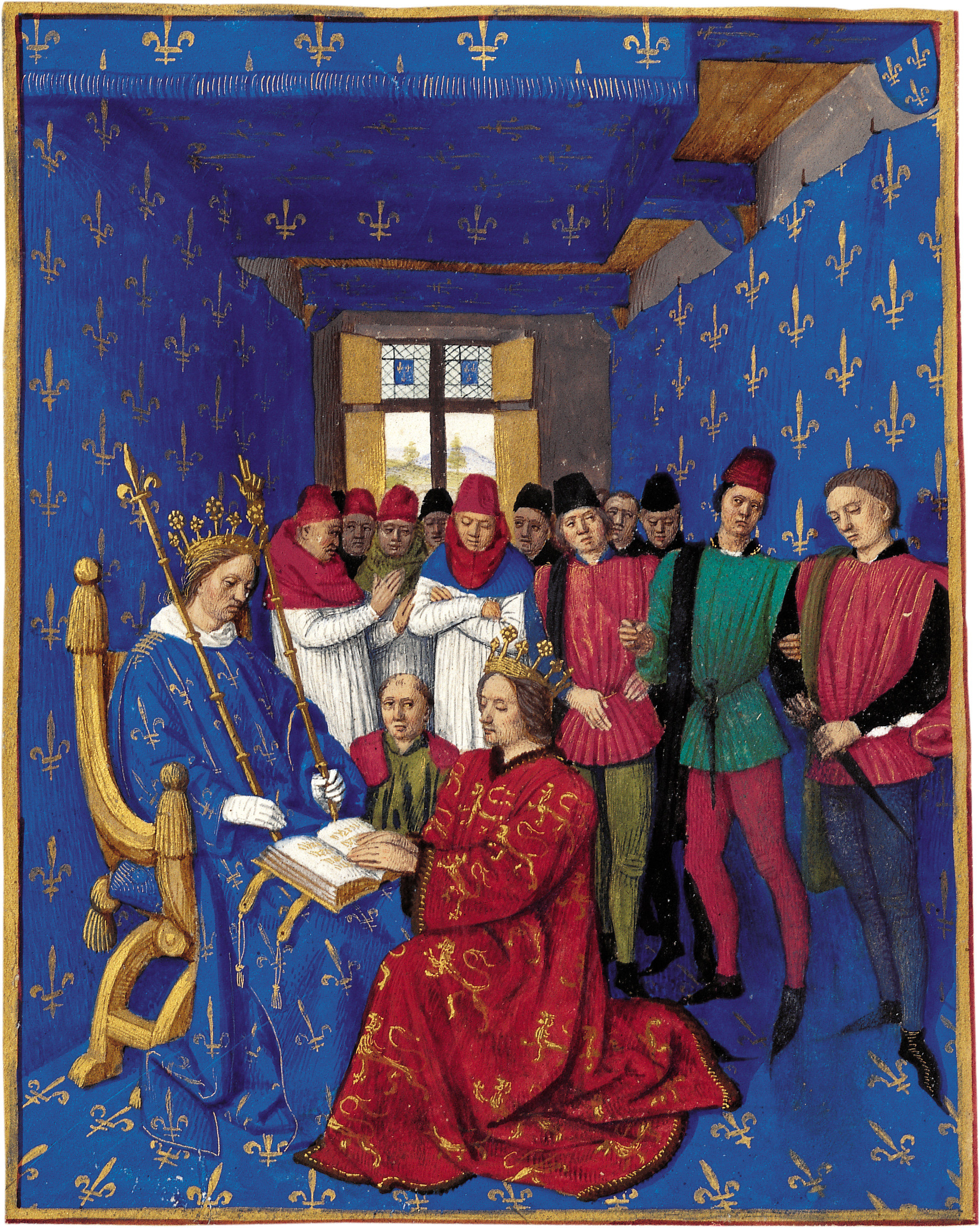
Eduard I se închină lui Filip cel Frumos

Războiul de 100 de Ani a fost purtat între Anglia și Franța în intervalul 1337-1453. Războiul de 100 de Ani nu a fost un conflict continuu, ci o serie de ostilități întrerupte de perioade lungi de pace între Casa de Plantagenet, conducători ai Regatului Angliei  și Casa de Valois, asupra dreptului de a conduce Regatul Franței. Fiecare parte a atras mulți aliați în război. A fost unul din cele mai sângeroase conflicte din Evul Mediu, în care cinci generații de regi din două dinastii rivale au luptat pentru tronul celui mai mare regat din Europa de Vest.

## Cauze
Cauzele principale ale conflictului pot fi împărțite în trei categorii: dispute teritoriale, pretenții dinastice și competiție economică.

### Disputele teritoriale
Disputele teritoriale vizau Aquitania (cunoscută și cu denumirea de Guyenne), un ducat în sud-vestul Franței și parte din regatul Franței. Disputele teritoriale au apărut de la mijlocul secolului al XII-lea, o dată cu mariajul dintre Eleanor de Aquitania, moștenitoarea tronului ducal, și Henric al II-lea al Angliei, regele Angliei care era și duce al Aquitaniei. Așadar, în ducele Aquitaniei, monarhii francezi angajați, începând cu Filip al II-lea, într-un proces de unificare teritorială și limitare a autonomiilor regionale și tendințelor politice centrifuge, aveau un rival puternic, în spatele căruia se afla forța economică a regatului Angliei. Din punctul de vedere al monarhiei franceze, care reușise deja să elimine controlul regelui Angliei asupra ducatului Normandiei (din 1204), situația Aquitaniei era prioritară. Dar problema era spinoasă și din perspectiva monarhiei engleze. După introducerea normelor feudo-vasalice în secolele al XII-lea și al XIII-lea, ca urmare a noilor idei despre proprietate și relațiile dintre seniorii de diferite ranguri elaborate în nordul Italiei sub influența redescoperirii dreptului roman, relația dintre regele Franței și ducele Aquitaniei a fost pusă și în termeni feudali. Deși referirile la Aquitania ca „fief” al regelui Franței aveau un caracter tehnic, strict juridic - Aquitania fiind o formațiune statală cu o istorie și tradiții de guvernare proprii, cu propriile legi și cutume, etc., deci nu un „domeniu feudal” - avocații regelui Franței puteau acum invoca noile norme feudale pentru a justifica, în anumite condiții, confiscarea ducatului. Este ceea ce s-a întâmplat în 1294, când Eduard I al Angliei a fost citat de Filip al IV-lea al Franței să apară în fața Parlamentului din Paris pentru a răspunde unor acuzații asupra unei chestiuni de graniță. Eduard a refuzat; în consecință, regele Franței a declarat ducatul confiscat. Războiul de graniță care a urmat a fost indecis, iar în 1303 s-a revenit la status quo-ul din 1294, dar tensiunile create de situația Aquitaniei erau evidente. Conflictul din 1294-1297, deși limitat și de scurtă durată, constituie un precedent direct pentru Războiul de 100 de Ani. Regii Angliei vor dori o clarificare - în sensul unei limitări - a obligațiilor față de regii Franței decurgând din deținerea ducatului Aquitaniei.

### Pretenții dinastice
Acestor probleme li s-a mai adăugat, după 1328, încă una: pretențiile dinastice ale regelui Angliei. Prin moartea lui Carol al IV-lea fără urmași direcți (1328), dinastia capețiană se sfârșise, iar drepturile dinastice cele mai solide la tronul Franței le avea chiar regele Angliei, Eduard al III-lea - fapt doar în aparență paradoxal, ținând seama de mariajele dinastice dintre Capețieni și Plantageneți, care îi aduceau acum regelui Angliei temeiuri puternice pentru a viza tronul Franței. Alegerea regelui Angliei ca rege al Franței punea însă probleme insurmontabile pentru nobilimea și înaltul cler francez, tocmai din prisma îndelungatei rivalități dintre cele două țări și a conflictelor recente. S-a optat așadar pentru un candidat francez, Filip, fiul contelui de Valois, Charles (acesta din urmă frate al regelui Filip al IV-lea), încoronat la Reims ca Filip al VI-lea. Alegerea a fost justificată prin invocarea, pentru prima oară, a legii salice, care excludea transmiterea drepturilor dinastice pe linie maternă - cazul lui Eduard al III-lea, a cărui mamă Isabela era sora ultimului rege capețian. După câțiva ani de negocieri și tatonări, în cursul cărora Eduard l-a recunoscut pe Filip drept rege al Franței și i-a depus omagiul ca duce al Aquitaniei, nu s-a putut ajunge la un consens în privința statutului și obligațiilor regelui Angliei în calitatea sa de duce de Aquitania. În acest context, Eduard părea dispus să reînvie pretențiile sale dinastice la tronul Franței, chiar dacă doar în scopul consolidării poziției sale în Aquitania - cucerirea întregului regat al Franței părând la acel moment o cauză fără sorți de izbândă. În 1337 Filip a declarat ducatul Aquitaniei confiscat sub pretextul unor acte de rebeliune ale lui Eduard. Războiului de 100 de Ani începuse.

### Cauze economice
Conflictul poate fi văzut însă și ca unul economic. Aquitania ocupa o vastă suprafață costieră, acoperind mare parte din accesul Franței la oceanul Atlantic; porturi ca Bordeaux generau un venit fiscal important datorită comerțului cu vin și pește. De aici și dorința monarhiei franceze, aflată într-un proces de consolidare și expansiune de mai bine de un veac, de a controla nu doar coastele Aquitaniei, ci și ale provinciei vecine, Bretania. De altfel, Bretania va juca un rol important în cursul Războiului de 100 de Ani. Din aceeași perspectivă economică era vizat și comitatul Flandrei, ale cărui manufacturi de postav depindeau de comerțul cu lână din Anglia; ori regii Franței încercaseră să-și subordoneze total Flandra, cel mai recent cu doar două decenii în urmă, în timpul lui Filip al IV-lea.

## Izbucnirea războiului

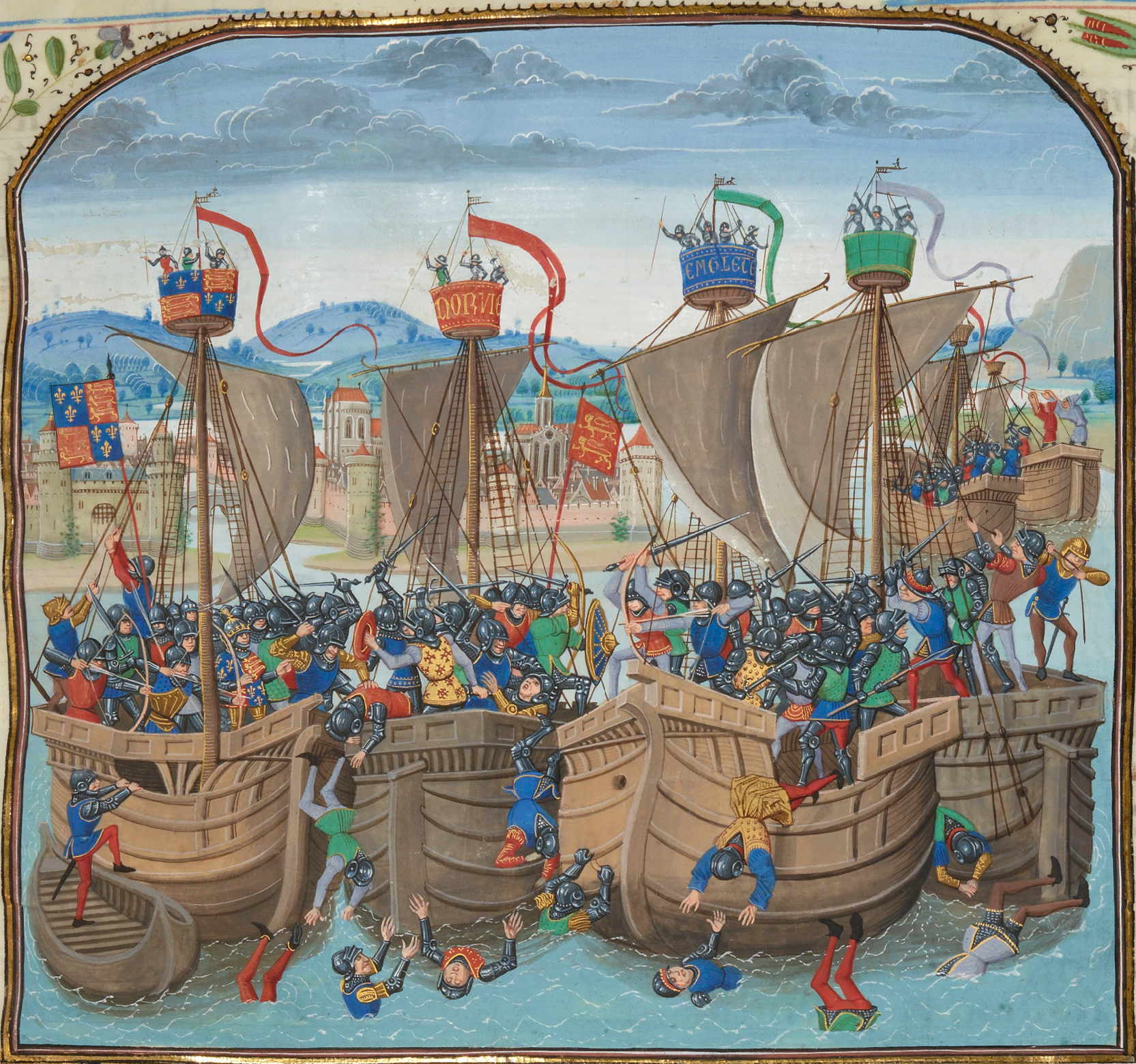
Bătălia de la Sluys

Războiul poate fi divizat în patru faze: 
- o fază în care Anglia a repurtat victorii sub Eduard al III-lea și care a durat din 1337 până în 1360;
- o fază din 1360 până în 1400 când francezii au avut victorii;
- o fază din 1400 până în 1429 marcată de mari victorii engleze sub Henric al V-lea;
- o fază finală din 1429 până în 1453 în care Franța a fost unită sub regii din dinastia Valois.

Când a început războiul, Franța avea o populație de 14 milioane și era cea mai puternică forță militară din Europa; Anglia avea o populație de numai 4 milioane.

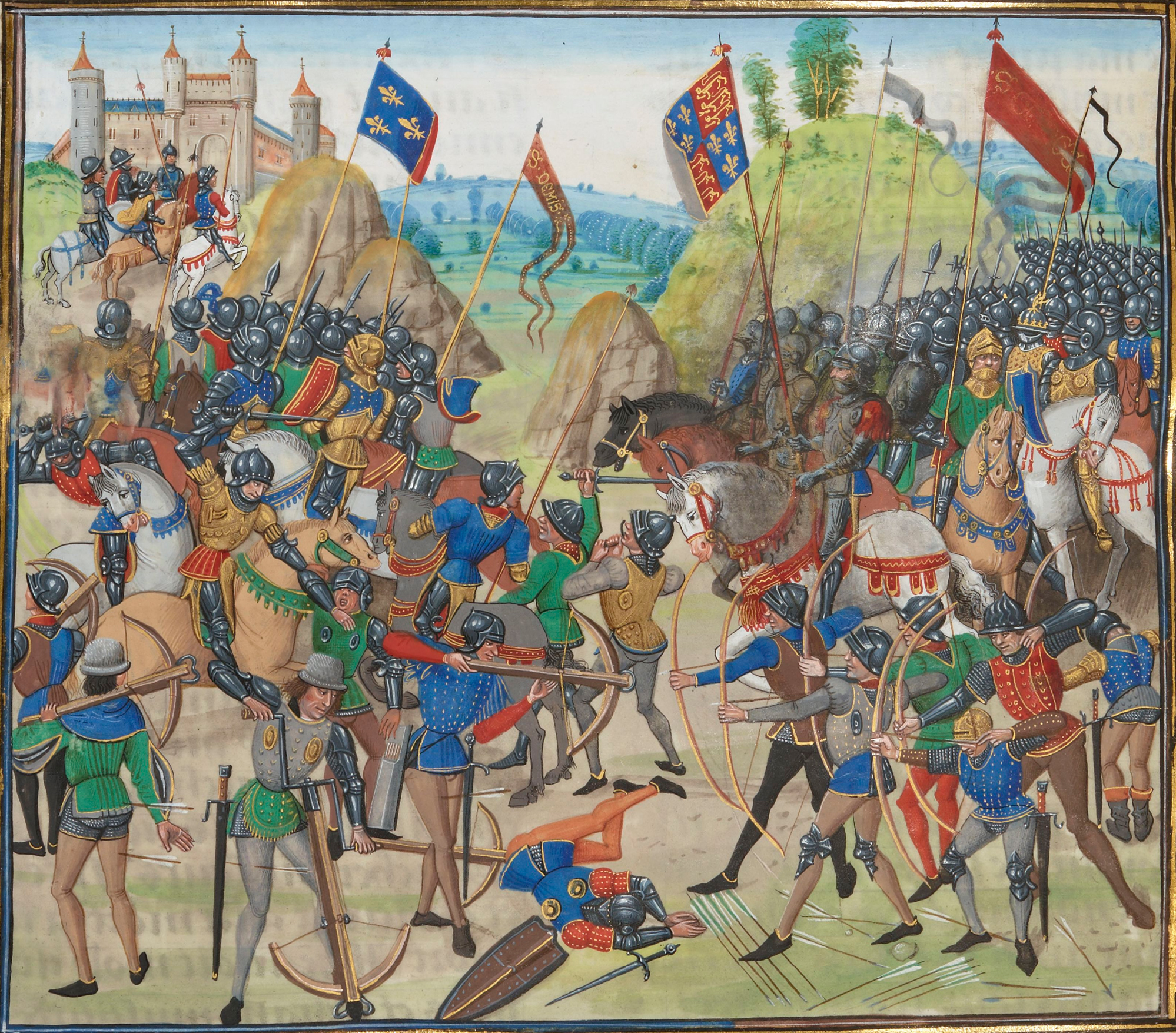
Bătălia de la Crécy

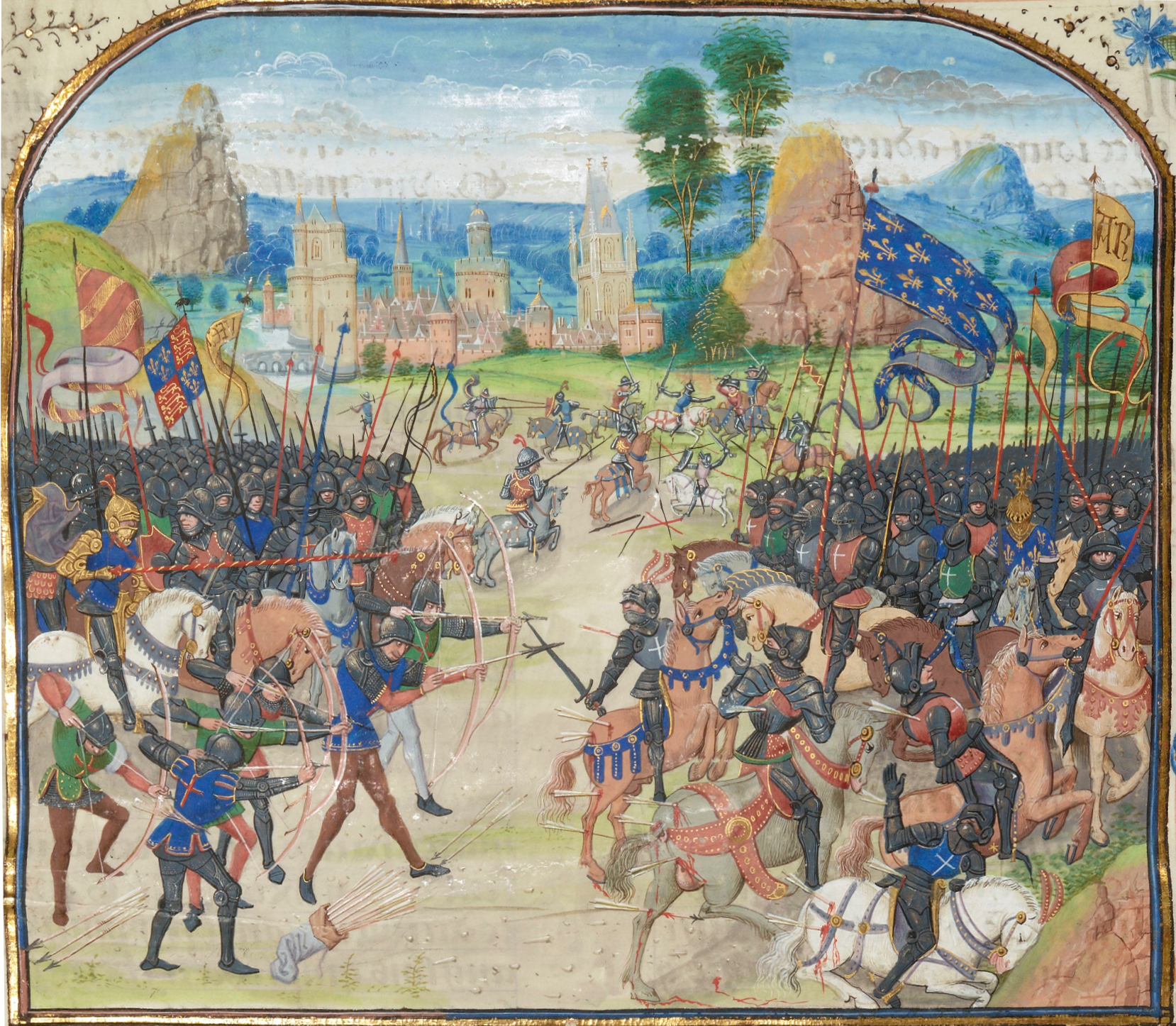
Bătălia de la Poitiers

Victoriile pe care englezii le-au purtat la Crécy (1346) și mai târziu la Poitiers (1356) i-au uimit și i-au umplut de un imens orgoliu. În 1347 au pus stăpânire pe Calais, care le asigura dominația asupra Canalului Mânecii (au avut control asupra lui peste 40 de ani), și pe care l-au păstrat două sute de ani, perioadă în decursul căreia au expulzat aproape toți băștinașii și i-au înlocuit cu englezi.
În sfârșit, în 1361, regele Angliei face pace la Bretigny și, după ce pretinde întreg regatul Franței, se mulțumește cu Aquitania, comitatul de Ponthieu și cu Calais. Era o pace ineficace, căci nu rezolva singura chestiune deosebit de serioasă – suveranitatea englezilor asupra provinciilor care nu mai voiau să fie engleze. Notabilitățile din La Rochelle spuneau: "Ne supunem englezilor cu vorba: dar cu inima niciodată".
Începutul Războiului de 100 de Ani constituie pentru Anglia o perioadă de aparentă prosperitate; furnizorii de alimente, armurierii, constructorii de nave fac avere. Jefuirea Normandiei duce la îmbogățirea soldaților și a familiilor lor; nevoia de bani a regelui permite orașelor și indivizilor să cumpere libertăți la prețuri convenabile.
Două clase se dezvoltă atunci cu rapiditate în mediul rural englez: clasa fermierilor, semiproprietari, liberi pe pământurile închiriate de ei, intermediari între cavaler și fostul vilan, și clasa muncitorilor agricoli care au scăpat de șerbie, fie răscumpărându-se ei înșiși fie refugiindu-se timp de un an și o zi într-un oraș proteguit printr-o cartă. Multă vreme de aici încolo seniorii și parlamentele vor mai încerca să lege de pământ mâna de lucru, dar vor eșua. În Anglia epidemia de ciumă neagră a ținut deosebit de mult; staționară în 1349, a reînceput în anul următor reducând populația regatului de la 4 milioane la circa 2 milioane și jumătate.
În anul 1356 fiul regelui Eduard al III-lea, Prințul Negru, s-a aflat la Poitiers în aceeași situație ca tatăl său la Crecy cu 10 ani în urmă. Ioan al II-lea a respins toate încercările Prințului de a negocia și a atacat; bătălia de la Poitiers a avut un curs similar cu cea de la Crecy, însă regele Ioan a întreprins un alt atac dezastruos după o perioadă de trei ani. Când lupta a luat sfârșit, floarea cavaleriei franceze a fost doborâtă, regele însuși căzând prizonier. Deși Eduard al III-lea a renunțat la tronul Franței, semnarea Tratatului de la Bretigny reprezenta un mare triumf în favoarea sa. Aparent definitiv, triumful a fost de scurtă durată.

## Victorii engleze sub Eduard al III-lea: 1337–1360
Războaiele purtate de Eduard al III-lea a fost prima fază a Războiului de o sută de ani între Franța și Anglia. Conflictul dinastic a fost cauzat de disputele legate de suveranitatea feudală franceză asupra Aquitaine și de pretențiile engleze asupra titlului regal francez. Regatul Angliei și aliații săi au dominat această fază a războiului. Eduard al III-a a desfășurat o campanie de succes în Franța, marcată de victorii precum Bătălia de la Auberoche, Bătălia de la Crécy, precum și asediul cetății Calais. Între anii 1346-1351, acțiunile militare au fost reduse din cauza ciumei, numită „Moartea Neagră”. În 1356 englezii obțin victorie în Bătălia de la Poitiers, fiind luat prizonier regele francez Ioan al II-lea. În 1360, a fost semnat Tratatul de Pace de la Bretigny, potrivit căruia regele englez a primit o treime din teritoriul Franței, cu condiția că nu va râvni la tronul Franței. Pacea a durat 9 ani.

## Victorii franceze sub Carol al V-lea: 1360–1400

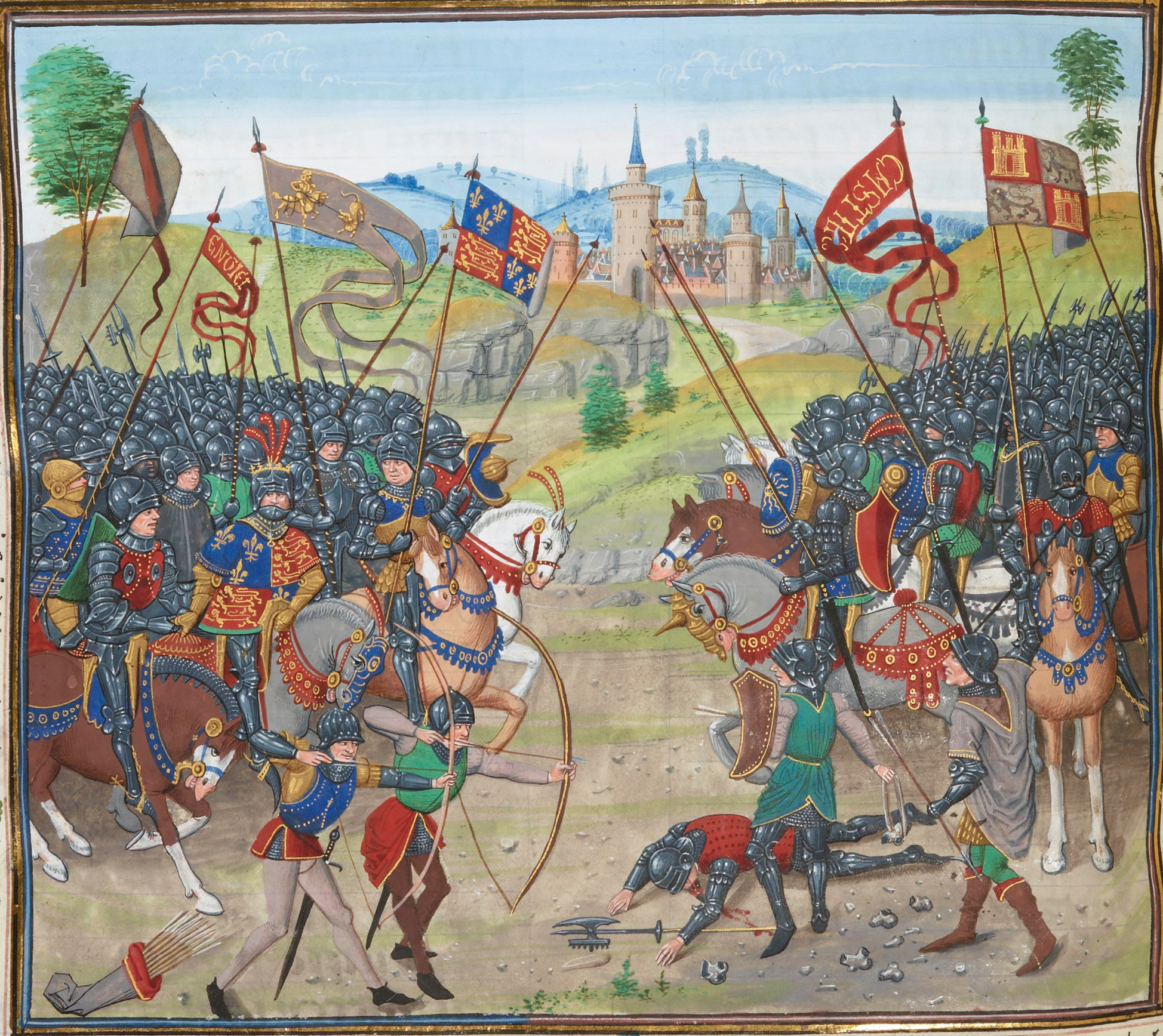
Bătălia de la Nájera

Succesorul lui Ioan al II-lea al Franței a fost un rege mare, Carol al V-lea, care a avut mai puține scrupule, iar când războiul a izbucnit din nou în 1369 a fost mai bine pregătit, mai ales datorită generalilor săi – Du Guesclin, Clisson – care fortificaseră mai multe puncte de rezistență pe teritoriul francez și elaboraseră o strategie bazată pe evitarea luptei, lăsându-i pe englezi să-și epuizeze singuri forțele. Această tactică a funcționat atât de bine încât, fără câștigarea unor bătălii importante, francezii au recuperat treptat majoritatea teritoriilor cedate la Bretigny.
Cucerirea și ocuparea unui imperiu continental depășeau forțele Angliei, care "nu era destul de puternică – nici în oameni, nici în bani – ca să ocupe în permanență primul loc în Europa".
În fine, și acesta-i faptul cel mai important, Anglia nu mai era stăpâna mării, fără de care înceta să mai fie invulnerabilă. Stângăcia Prințului Negru, mai slab ca diplomat decât ca soldat,
dusese la alianța regelui Castiliei și a regelui Franței. Flota lui domina Golful Gasconiei și Canalul Mânecii; nu numai că o flotă engleză a fost nimicită la La Rochelle, dar navele franceze intrau nestingherite pe Tamisa, flotilele franceze devastau orașele de pe coastă și incendiau satele de pescari. Singurul mijloc de apărare al Angliei consta în a chema la arme populația de coaste prin focuri aprinse pe înălțimi - metodă care permitea năvălitorilor să debarce, să acționeze și să fugă.
Domnia lui Eduard al III-lea a luat sfârșit în mod rușinos în 1377 și, deoarece Prințul Negru murise cu un an în urmă, tronul Angliei a fost moștenit de nepotul lui Eduard, băiatul de 10 ani, Richard al II-lea ce avea să se confrunte curând cu o revoltă a țăranilor și cu alte probleme serioase.
Franța ar fi putut foarte bine să profite de dificultățile englezilor în timpul domniilor agitate ale lui Richard al II-lea și Henric al IV-lea, momente în care Anglia era incapabilă să câștige războiul. Însă, deși o flotă franceză reînnoită a devastat coasta de Sud a Angliei la începutul domniei lui Richard al II-lea, monarhia franceză a devenit în curând la fel de incapabilă ca și rivala sa.
Carol al VI-lea al Franței a venit la putere la vârsta de 12 ani și a înnebunit în tinerețe; în cea mai mare parte a domniei sale de lungă durată (1380-1422), Franța s-a aflat sub controlul rudelor regale, care au prădat veniturile coroanei și au avut numeroase divergențe între ele.

## Victorii engleze sub Henric al V-lea: 1400–1422

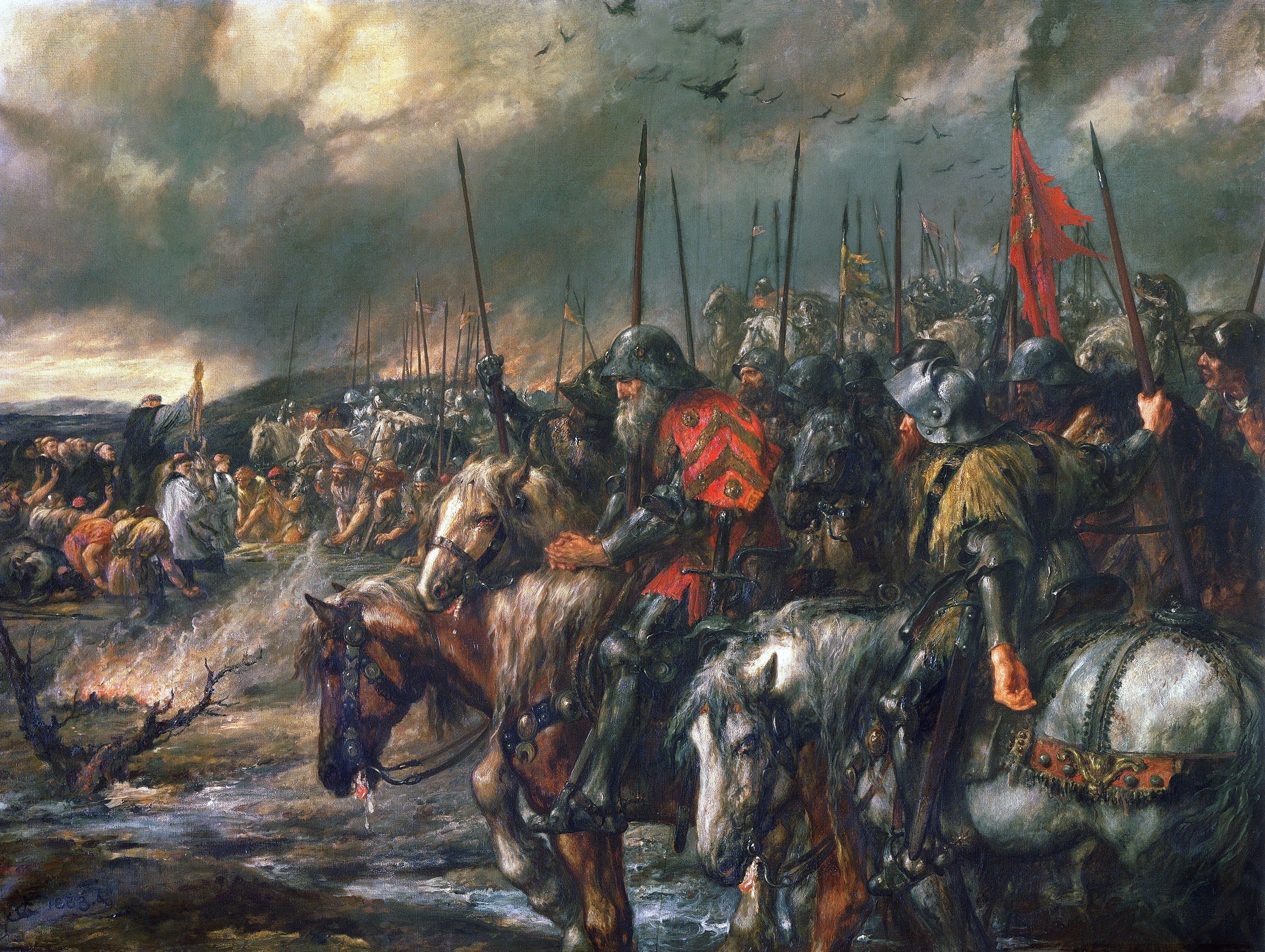
Bătălia de la Azincourt

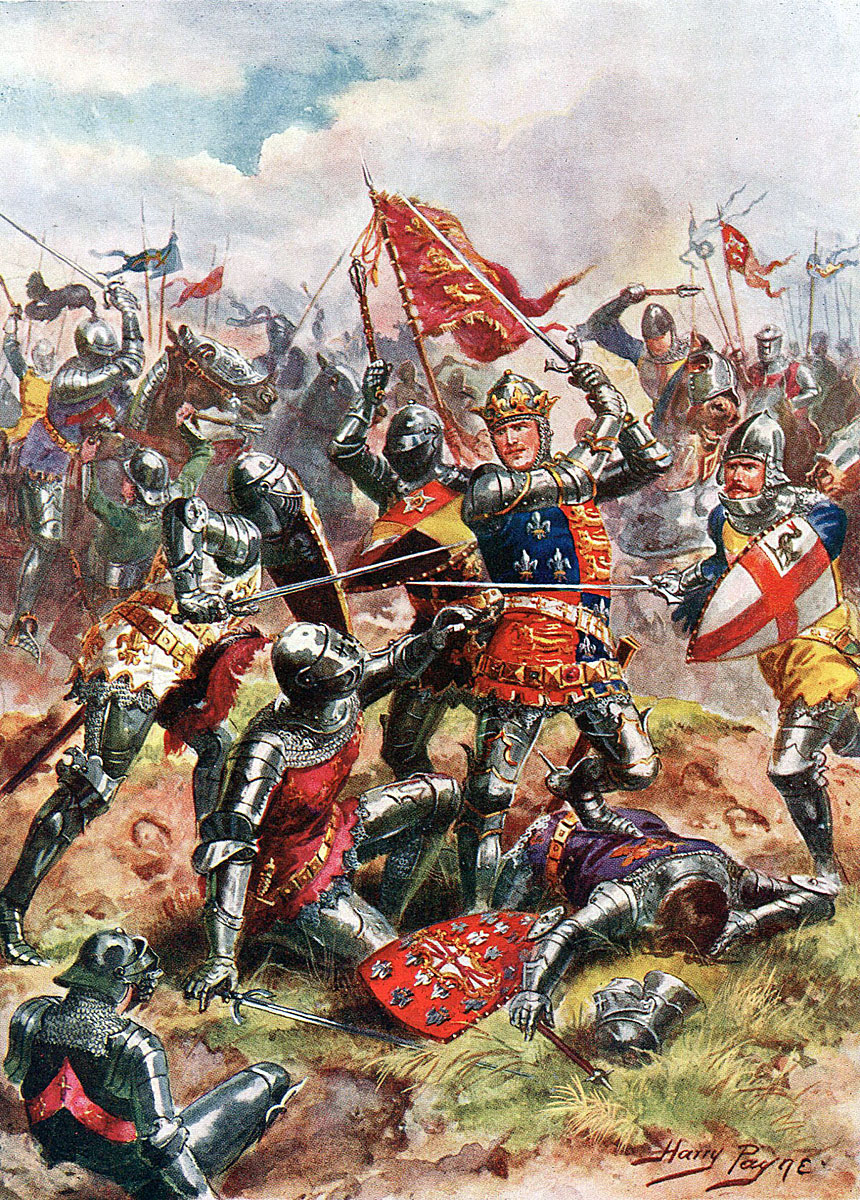
Regele Henric al V-lea luptând în bătălia de la Azincourt

În acest timp, în fruntea Angliei, se afla un rege tânăr, ambițios și războinic, Henric al V-lea (1413-1422). În 1415, Henric a trecut Canalul și, sperând să cucerească Normandia, a început asedierea și capturarea portului cheie de la Harfleur.
Deoarece aceasta era o operațiune dificilă, în octombrie, Henric s-a îndreptat spre nord-est pentru a petrece iarna la Calais. Neștiind în ce poziție se aflau francezii, acesta s-a pomenit față în față cu o mare armata inamică. Nereușind să ajungă la un compromis cu francezii, a fost silit să lupte în bătălia de la Azincourt; în ciuda exemplelor de la Crecy și Poitiers, armata franceză, atacată de-a lungul unui front îngust, sub o ploaie de săgeți, nu a reușit să străpungă apărarea englezilor.
Bătălia de la Azincourt nu a contribuit direct la realizarea planului de cucerire al lui Henric
însă i-a conferit un prestigiu important, încurajându-i pe englezi să continue războiul. O altă consecință importantă a acestei bătălii a constat în faptul că francezii nu mai doreau să-l întâlnească pe câmpul de luptă pe Henric, astfel, acesta și-a petrecut doi ani asediind și cucerind nestingherit orașe din Normandia.
În timp ce figura lui Henric se impunea, Ducele de Burgundia a renunțat la neutralitate, formând o alianță cu inamicul; aliații au început în curând să-și exercite controlul asupra regelui Franței și asupra întregii regiuni din nordul Loarei iar prin Tratatul de la Troyes (1420) s-a hotărât căsătoria lui Henric al V-lea cu fiica lui Carol al VI-lea, Caterina, urmând ca Henric să devina rege al Franței după moartea socrului său. Singura opoziție, din sudul Loarei, a fost susținută de fiul lui Carol VI, Dauphin, însă acesta a fost respins, fiind considerat bastard.

## Franța unită: 1422–1453

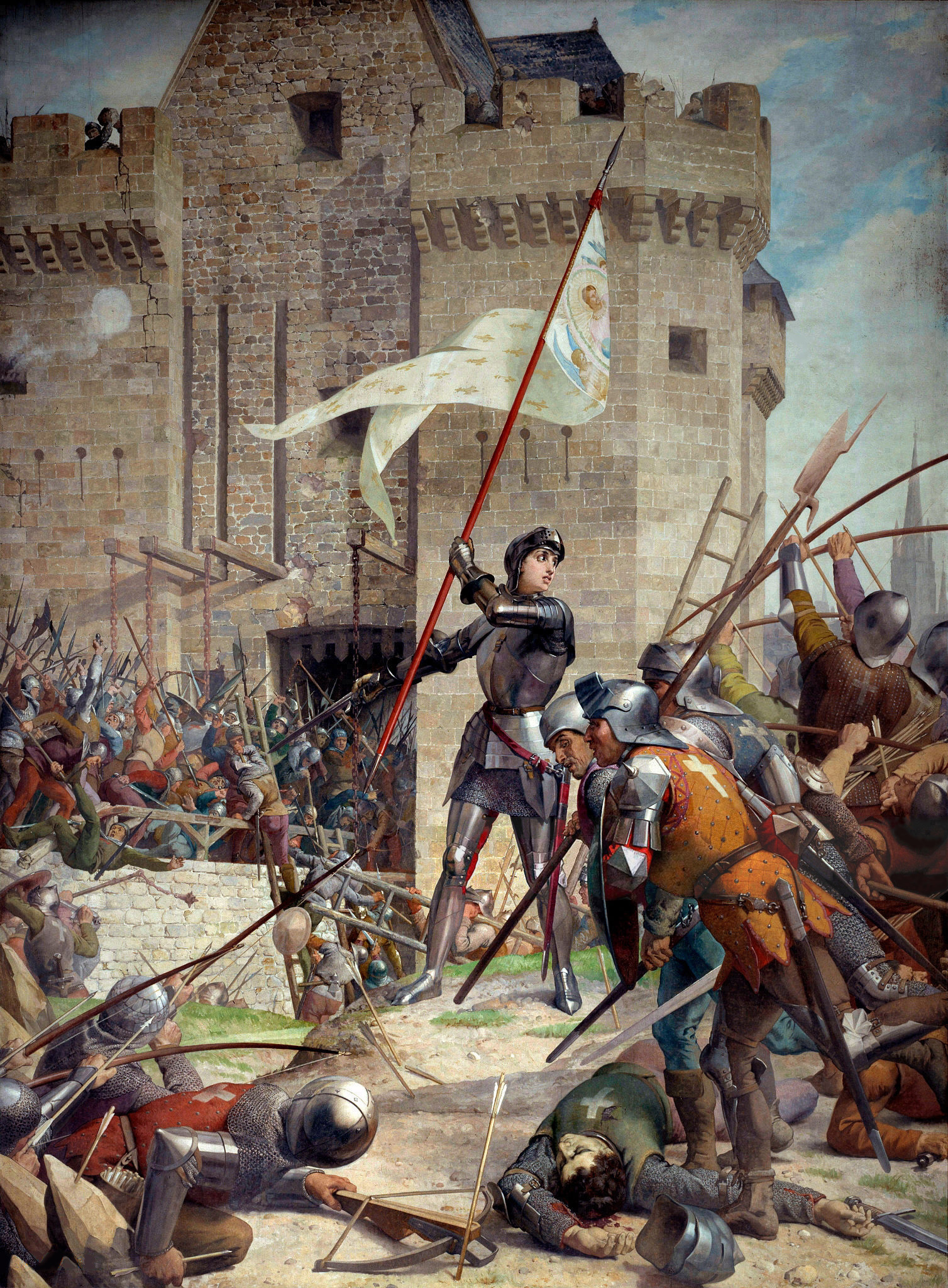
Ioana d'Arc la asediul Orléansului

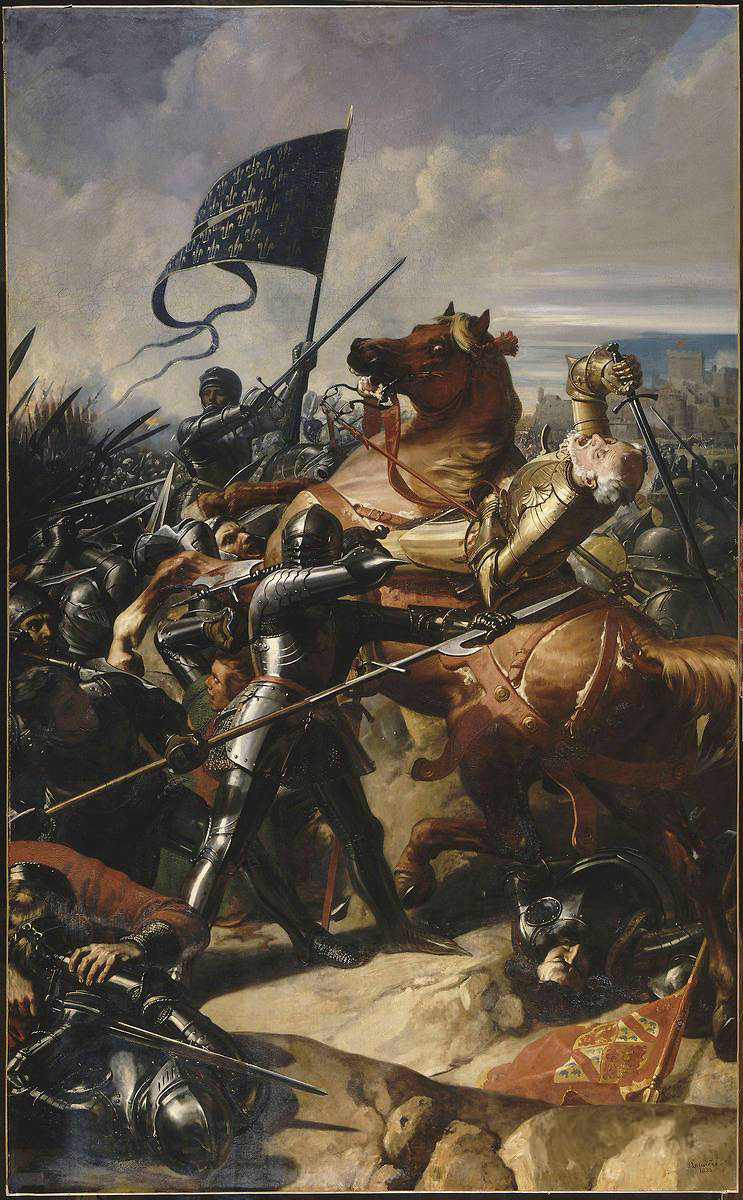
Bătălia de la Castillon

Moartea subită a lui Henric al V-lea al Angliei a complicat situația. După moartea lui Carol, câteva luni mai târziu, existau doi rivali la tronul Franței: fiul lui Henric în vârstă de un an și fostul Dauphin ce purta acum numele de Carol al VII-lea.
Deși poziția englezilor era mai puțin consolidată, francezii nu au înregistrat progrese până la apariția celebrei Ioana d'Arc.
În anul 1430, Ioana a fost capturată de burgunzi; aceștia au predat-o englezilor care au judecat-o sub acuzația de vrăjitorie, crezând că prin condamnarea ei îl vor discredita pe Carol al VII-lea.
Treptat războiul s-a încheiat. În anul 1435, Carol și Ducele de Burgundia s-au împăcat, iar Parisul a căzut în anul următor.
După un armistițiu, francezii au lansat o campanie care a eliberat Normandia în 1449 - 1450, culminând cu o victorie decisivă la Formigny.
În 1453, în urma bătăliei de la Castillon, Războiul de 100 de Ani a luat sfârșit; Anglia și-a menținut stăpânirea doar asupra Calais-ului, care a fost recuperat de francezi în 1558.
În urma acestor războaie, Anglia și Franța au renunțat la statutul lor de regate feudale, devenind state de drept.
| Blazon                      | Figura istorică               | Viață                         | Notițe                   |
| --------------------------- | ----------------------------- | ----------------------------- | ------------------------ |
|                             | Filip al VI-lea al Franței    | 1293–1350, a domnit 1328–1350 | Fiul lui Carol de Valois |
| Ioan al II-lea al Franței   | 1319–1364, a domnit 1350–1364 | Fiul lui Philip VI            |                          |
| Carol al V-lea al Franței   | 1338–1380, a domnit 1364–1380 | Fiul lui Ioan al II-lea       |                          |
|                             | Bertrand du Guesclin          | 1320–1380                     | Comandant                |
|                             | Louis I, Duke of Anjou        | 1339–1384, a domnit 1380–1382 | Fiul lui Ioan al II-lea  |
|                             | Carol al VI-lea al Franței    | 1368–1422, a domnit 1380–1422 | Fiul lui Charles V       |
| Carol al VII-lea al Franței | 1403–1461, a domnit 1422–1461 | Fiul lui Charles VI           |                          |
|                             | Ioana d'Arc                   | 1412–1431                     | Vizionar religios        |
|                             | La Hire                       | 1390–1443                     | Comandant                |
|                             | Jean Poton de Xaintrailles    | 1390–1461                     | Comandant                |
|                             | Jean II, Duke of Alençon      | 1409–1476                     | Comandant                |
|                             | Jean de Dunois                | 1402–1468                     | Comandant                |
|                             | Jean Bureau                   | 1390–1463                     | Comandant                |
|                             | Gilles de Rais                | 1405–1440                     | Comandant                |

## Principalele bătălii
- 24 iunie 1340 - Bătălia de la Sluis
- 26 august 1346 - Bătălia de la Crécy
- 4 septembrie 1346 - 3 august 1347 - Asediul cetății Calais
- 19 septembrie 1356 - Bătălia de la Poitiers
- 29 septembrie 1364 - Bătălia de la Auray
- 3 aprilie 1367 - Bătălia de la Nájera
- 25 octombrie 1415 - Bătălia de la Azincourt
- 21 martie 1421 - Bătălia de la Baugé
- 31 iulie 1423 - Bătălia de la Cravant
- 17 august 1424 - Bătălia de la Verneuil
- 12 octombrie 1428 - 8 mai 1429 - Asediul Orléansului
- 18 iunie 1429 - Bătălia de la Patay
- 18 iunie 1430 - Asediul Compiègne-ului
- 9 mai 1435 - Bătălia de la Gerberoy
- 15 aprilie 1450 - Bătălia de la Formigny
- 17 iulie 1453 - Bătălia de la Castillon